# Loireauxence
Loireauxence is een gemeente in het Franse departement Loire-Atlantique (regio Pays de la Loire). De plaats maakt deel uit van het arrondissement Châteaubriant-Ancenis. Loireauxence is op 1 januari 2016 ontstaan door de fusie van de gemeenten Belligné, La Chapelle-Saint-Sauveur, La Rouxière en Varades. Loireauxence telde op 1 januari 2022 7.509 inwoners.

## Geografie
De oppervlakte van Loireauxence bedroeg op 1 januari 2022 118,28 vierkante kilometer; de bevolkingsdichtheid was toen 63,5 inwoners per km².

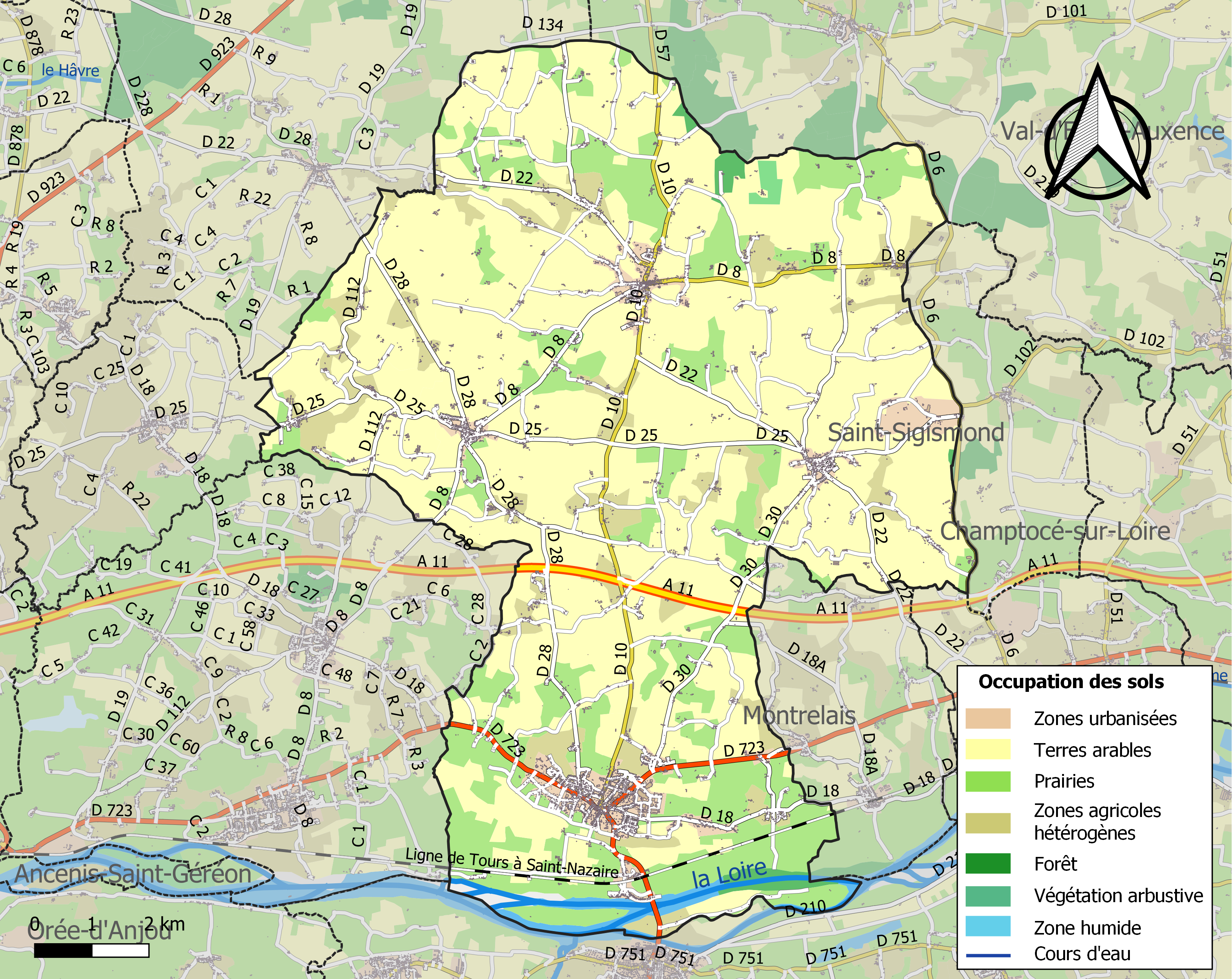
Kaart van de gemeente met de belangrijkste infrastructuur, bodemgebruik en omliggende gemeenten